# Richtlinie 2008/56/EG (Meeresstrategie-Rahmenrichtlinie)
Die Meeresstrategie-Rahmenrichtlinie ist eine Richtlinie der Europäischen Union, die dem Schutz, der Erhaltung und – wo durchführbar – der Wiederherstellung der Meeresumwelt dienen soll. Alle europäischen Meeresanrainerstaaten sind danach verpflichtet, in ihren jeweiligen Meeresregionen durch die Erarbeitung und Durchführung von nationalen Strategien die Ziele der MSRL umzusetzen.
Diese Richtlinie folgt dem Beschluss Nr. 1600/2002/EG vom 22. Juli 2002 über das sechste Umweltaktionsprogramm der Europäischen Gemeinschaft zur Erstellung einer thematischen Strategie für den Schutz und die Erhaltung der Meeresumwelt, die dem allgemeinen Ziel dient, eine nachhaltige Nutzung der Meere zu fördern und Meeresökosysteme zu erhalten. Um diese Ziele zu erreichen, ist ein transparenter und einheitlicher Rechtsrahmen erforderlich. Dieser Rahmen soll mit der Richtlinie erreicht werden. Innerhalb diesen Rahmens ergreifen die Mitgliedstaaten die notwendigen Maßnahmen, um spätestens bis zum Jahr 2020 einen guten Zustand der Meeresumwelt zu erreichen oder zu erhalten.
Der Begriff „Meeresumwelt“ bezieht sich explizit auch auf den Schutz der im Meer lebenden Arten und die dort vorkommenden Lebensräume sowie auf die Verhinderung des Rückgangs der marinen biologischen Vielfalt. Daher deckt die Richtlinie in einem großen Umfang Aspekte des marinen Biodiversitätsschutzes ab. Die für die jeweilige Bewertung und die Maßnahmen notwendigen biologischen Merkmale und Parameter werden in den Anhängen der MSRL definiert. Abiotische wie biotische Faktoren werden berücksichtigt (u. a. die vorherrschenden Biotoptypen des Meeresgrundes und der Wassersäule, die biologischen Gemeinschaften der vorherrschenden Lebensräume, die Makroalgen, Fischpopulationen, Meeressäugetiere, Reptilien und Seevogelarten).
In Deutschland ist das Bundesamt für Naturschutz in der AWZ für die Umsetzung der MSRL in der deutschen Ost- und Nordsee zuständig. In den Küstengewässern (innerhalb der 12-sm-Zone) liegt die Zuständigkeit bei den jeweiligen Bundesländern.
Im Juni 2020 nahm die Kommission den in Artikel 20 der Richtlinie geforderten Bericht an. Der Zustand der europäischen Meere ist demnach durchwachsen. Zwar würden sich einige Arten wie der Seeadler an der Ostsee inzwischen erholen, allerdings zeichnet sich bei anderen Arten wie den Plattenkiemern im Mittelmeer  ein deutlicher Rückgang ab. Im Mittelmeer und im Schwarzen Meer sind mindestens 87 % der kommerziell genutzten Fisch- und Schalentierarten überfischt. Ungefähr 43 % der europäischen Schelf-/Hanggebiete und 79 % des Küstenmeeresbodens werden als physikalisch gestört betrachtet, was hauptsächlich auf die Schleppnetzfischerei zurückgeführt wird. Des Weiteren beschreibt der Bericht weitere Auswirkungen menschlichen Handelns auf das Ökosystem der Meere, wie einen übermäßigen Nährstoffeintrag, Unterwasserlärm und Verschmutzung zum Beispiel durch Kunststoffabfälle. Wie in Artikel 23 gefordert, soll die Richtlinie bis 2023 überprüft und gegebenenfalls angepasst werden.